# Ghiandole odorifere
Le ghiandole odorifere sono ghiandole esocrine situate nella regione genitale della maggior parte dei mammiferi e in varie altre parti del corpo, come sulle ascelle nell'uomo e sulle ghiandole preorbitali di cervi e buoi muschiati. Producono un fluido semiviscoso contenente feromoni. Grazie a essi gli animali riescono a ricavare informazioni sullo stato fisico, l'umore e la potenza sessuale dei conspecifici, nonché a marcare il proprio territorio. La risposta a tali odori potrebbe essere subliminale, e non consapevole.
Tra le ghiandole odorifere ricordiamo:
- ghiandole apocrine, come quelle presenti sulle ascelle dell'uomo;
- ghiandole sebacee, come le ghiandole tarsali dei cervi o quelle poste sul cranio del lemure dal ventre rosso;
- ghiandole laterali, presenti, ad esempio, in arvicole o toporagni;
- ghiandole preorbitali;
- ghiandole anali, presenti in quasi tutti i carnivori e in altri mammiferi;
- la sacca del castoro, propria di questo animale, secernente il cosiddetto castoreo.